# Simon Gysbers
Simon Gysbers (* 7. Mai 1987 in Richmond Hill, Ontario) ist ein ehemaliger kanadischer Eishockeyspieler, der zuletzt bei den Schwenninger Wild Wings aus der Deutschen Eishockey Liga (DEL) spielte.

## Karriere
Gysbers begann seine Karriere in der Saison 2003/04 bei den Stouffville Spirit in der kanadischen Juniorenliga Ontario Provincial Junior Hockey League (OPJHL). Dort bestritt er insgesamt drei Spielzeiten, ehe er zwischen 2006 und 2010 für die Universitätsmannschaft der Lake Superior State University in der Central Collegiate Hockey Association, welche in den Spielbetrieb der National Collegiate Athletic Association/Eishockey eingegliedert war, auf dem Eis stand. Im März 2010 unterschrieb der Verteidiger einen Vertrag bei den Toronto Marlies aus der American Hockey League. Dort war Gysbers in der Saison 2011/12 mit seinem spielentscheidenden Treffer im Western-Conference-Finale maßgeblich am Einzug seiner Mannschaft ins Finale um den Calder Cup, wo man jedoch in vier Spielen gegen die Norfolk Admirals unterlag, beteiligt. Aufgrund solider Leistungen wurde sein Kontrakt bei den Marlies im Juli 2012 um ein weiteres Jahr verlängert.
Im Sommer 2013 entschied sich Gysbers für einen Wechsel nach Europa und schloss sich Tampereen Ilves, für die er in der Spielzeit 2013/14 in der finnischen Liiga auflief. Im folgenden Jahr spielte der Rechtsschütze beim Ligakonkurrenten TPS Turku, bevor er im Januar 2015 zum schwedischen Erstligisten Djurgårdens IF wechselte. Ab Juli 2015 stand Gysbers beim KHL Medveščak Zagreb in der Kontinentalen Hockey-Liga auf dem Eis und wechselte im Anschluss an die Saison 2015/16 zum deutschen Erstligisten Schwenninger Wilds Wings.
Nachdem sein Vertrag bei den Schwenninger Wild Wings nach der Saison 2016/2017 nicht verlängert worden war, kündigte Gysbers am 15. Mai 2017 seinen Rücktritt vom professioneller Eishockeysport an.